# مارتا (اکلاهما)
مارتا(به انگلیسی: Martha) شهری در ایالت اکلاهما کشور ایالات متحده آمریکا است که جمعیت آن در سرشماری سال ۲۰۱۰ میلادی، ۱۶۲ نفر بوده‌است.